# Enrique Cavestany Pardo-Valcárce
Enrique Cavestany Pardo-Valcárce (Madrid, 7 de febrero de 1943) es un pintor, diseñador y dibujante español que ha desarrollado diversas actividades como escritor, periodista, escenógrafo e ilustrador de prensa. Es conocido también por su actividad social en el movimiento asociativo de artistas plásticos y como organizador de actividades culturales.

## Trayectoria

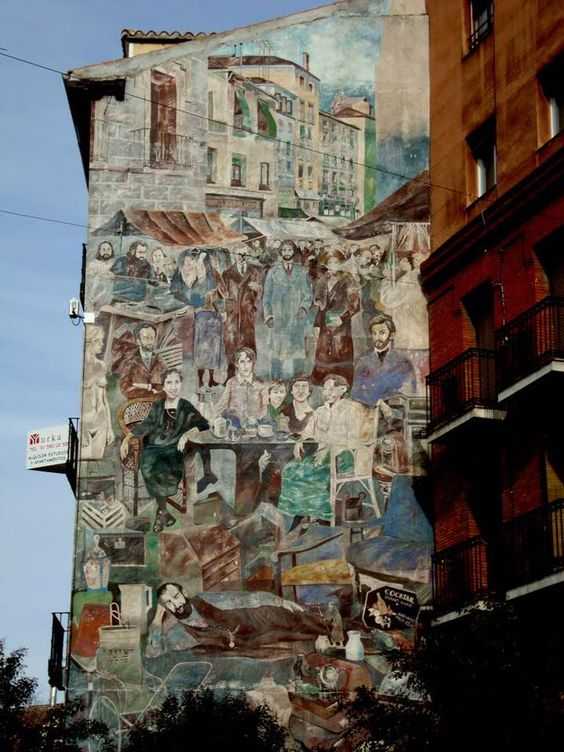
Mural Calle Embajadores 3, en Madrid (2021).

Tras completar sus estudios de bachillerato, inició los de arquitectura en la Escuela Técnica Superior de Arquitectura de Madrid desde 1962 hasta 1965, año en el que abandona estos estudios para iniciar una trayectoria profesional autodidacta.[cita requerida]
A partir de 1966 trabajó como ilustrador de prensa, compaginando esta actividad con la presentación de sus primeras exposiciones de pintura y dibujo. En 1969 amplió su actividad a la de diseñador de interior y obtuvo su primer premio con el diseño de un pabellón para la Feria Comercial de Zagreb en un concurso convocado por la Agrupación de Decoradores de Madrid.[cita requerida]
Desde 1969 hasta 1971 realizó proyectos para diversas instalaciones de sucursales bancarias para la empresa EICO de Madrid.[cita requerida]
En 1972, publicó su primer libro de recuerdos infantiles.[cita requerida]
En 1973 ingresó en el nuevo Colegio Nacional de Decoradores, y en esta etapa se dedicó también al diseño industrial y a proyectos de arquitectura interior, desarrollando esta actividad hasta 1979.[cita requerida]

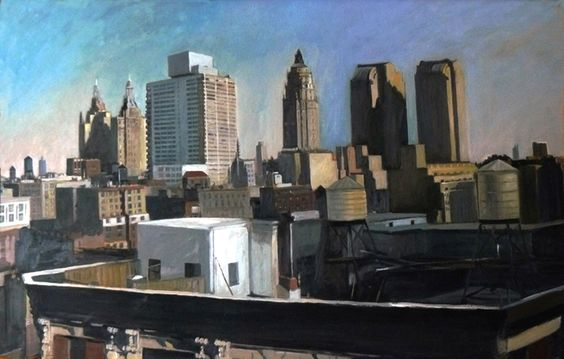
NY From roof terrace 155 W 68 street, en imagen del 2013.

En 1978, inauguró y dirigió en Madrid la asociación cultural La Mandrágora, que desde sus inicios se convirtió en un lugar de referencia entre los locales de la noche madrileña durante la transición a la democracia. En este local de la Cava Baja se llevan a cabo actividades relacionadas con la música, la canción de autor, la magia y los espectáculos de teatro. Se grabó allí el disco La Mandrágora, con canciones de Javier Krahe, Joaquín Sabina y Alberto Pérez. La memoria de este local y sus actividades perdura hasta la actualidad.[cita requerida]
En 1983 y dentro de un programa del Ayuntamiento de Madrid para realizar acciones sobre las medianerías de la zona Centro, pintó un mural en la calle de Embajadores.[cita requerida]
En 1990 participó en la fundación de la Entidad de Gestión de derechos de autor de artistas plásticos VEGAP. En 1996 fue elegido presidente de la Asociación de Artistas Plásticos de Madrid, cargo que desempeñó hasta el 2002. En este período y en el año 2000 presentó, en las salas de la Fundación COAM del Colegio Oficial de Arquitectos de Madrid, su exposición de dibujos Madrid Marítimo que, adquirida por el Museo de Arte Contemporáneo de Madrid, volvió a exhibirse en el 2004 en las salas de exposiciones temporales del museo, dentro de la exposición Tres visiones de Madrid.[cita requerida]
En el 2004 presentó por primera vez su exposición El mundo perdido de los oparvorulos: descubrimientos en la península de Burelandia, en el Museo de América de Madrid, evento que volvió a presentarse en el Museo de Arte Contemporáneo Las Carmelitas de la Fundación Antonio Pérez en la ciudad de Cuenca, en el 2007.[cita requerida]
En el 2012 y hasta el 2013 trabajó como escenógrafo y figurinista en el Göteborg Stadteater, en la ciudad de Göteborg, Suecia, para la obra As You Like It, de  William Shakespeare.[cita requerida]
Obras suyas se encuentran en el Museo de Arte Contemporáneo de Madrid, el Museo de Albacete, el Museo del Dibujo Castillo de Larrés en Sabiñánigo, Huesca, el Museo de Arte Contemporáneo Las Carmelitas de la Fundación Antonio Pérez de Cuenca y en la Colección Banco Hipotecario de España.[cita requerida]

## Exposiciones

### Individuales
Ha realizado 29 exposiciones individuales, de las que destacan las siguientes:
- 1978 Paisaje urbano. Galería Taniarte 86. Madrid.[2]

- 1982 Pintura, dibujos y collages 1914-1918. Local, Centro de Diseño. Madrid.[3]

- 1985 Cinco años de pintura. Museo de Bellas Artes de Castilla-La Mancha. Albacete.[4]

- 1990 Retratos artificiales. Galería La Kábala. Madrid.[5]

- 1994 Madrid, Gran Vía. Galería Tórculo. Madrid.[6]

- 2000 Madrid marítimo. Fundación COAM. Madrid.[7]

- 2004 Madrid marítimo. Museo de Arte Contemporáneo. Madrid.[8]

- 2004 El mundo perdido de los oparvorulos. Museo de América. Madrid.[9]

- 2012 Tempus fugit. Cineteca de Matadero Madrid.[10]

- 2013 Tempus fugit y dibujos del vestuario de la obra de Shakespeare As you like it. Göteborg Stadteater, Goteborg, Suecia.[11]

- 2014 Arcas de agua. Espacio Perga. Albacete.[12]

- 2018 El mundo perdido de los oparvorulos. Museo de Albacete.
- 2023 Des êtres mutants, Ceuvres d' Enrique Cavestrany. Salle Capitant, marie de 5º, Paris.

### Colectivas
Ha participado en 33 exposiciones colectivas, de las que destacan las siguientes: 
- 1986 Dibujantes en El País, Galería El Coleccionista. Madrid.[13]

- 1997 Cadáver Exquisito en el Círculo de Bellas Artes. Madrid.[14]

- 1998 Autorretrato Colectivo. Sala Millares, MEAC, Madrid.[15]

- 2002 Exposición Colectiva, 150 artistas en solidaridad con Palestina. Conde Duque, Madrid.[16]

- 2003 Ramón y Cajal visto por 21 ilustradores. Sala de Exposiciones MultiCaja. Huesca.[17][18]

- 2004 Tres visiones de Madrid. Museo de Arte Contemporáneo. Madrid.

- 2008 La Prensa Ilustrada en Madrid, 1976- 2008. Museo de Arte Contemporáneo. Comisario y participante.[19]

### Internacionales

#### Europa
- Sierre (Suiza). Franco a través de las caricaturas y el trabajo en prensa. Festival Internacional de La Bande Desinée, 1989.

- Innsbruck (Austria). Tempus Fugit. Stadtturmgalerie, 1998.

- Gotemburgo (Suecia). Stadteater, Tempus Fugit 2, 2013.

#### En América
- Nueva York, Galería Hastings Spanish Institute, 1969.
- Buenos Aires, Transarte Espacio Giesso, 2005.[20]

## Publicaciones

### Libros
- 1971 Cangrejo de alta mar.  Ed. Istmo. Madrid. Depósito legal: M. 13.137-1972.
- 2003 Una cueva diluvial en la Cava Baja. Fundación Enrius & Trama Editorial. Madrid. ISBN 84-89239-36-3
- 2007 El mundo perdido de Los oparvorulos Fundación Antonio Pérez. Diputación de Cuenca. ISBN 84-95192-81-0
- 2011 Gángsters & Falleras. Ed. Bubok Publishing. Madrid. ISBN 978-84-9981-831-3
- 2016 Guilhem, una historia caníbal. Ed. Libros.com Madrid. ISBN 978-84-16616-55-8

### Publicaciones en prensa
- 1966-67 Ilustración y colaboración en La Estafeta Literaria, Informaciones, Sábado Gráfico, Gentelman, El País Dominical.
- 1967 Ilustraciones para las ediciones de libros de Luis de Caralt Barcelona.
- 1978-2008 Dibujos y artículos en el periódico El País.
- 1985 Ilustración y colaboración en la Revista de Occidente.

## Distinciones
- Primer Premio de la Agrupación de Decoradores por su proyecto para el Pabellón Español en la Feria de Zagreb (Antigua Yugoslavia) (1969)
- Primer premio en el Concurso Nacional de Acuarela (1978)
- Premio Concurso para diseño de mobiliario SKAI (1973)
- Premio de proyecto para diseño tarima flotante. TAFISA (1975)
- Primer Premio de la V Convocatoria del Premio Adaja de Pintura. Ávila (España) (1980)
- Mención de Honor en la Bienal de Pintura Gran Duque de Alba. Ávila (España) (1982)

## Ligas externas
- http://www.latribunadealbacete.es/noticia/Z434BA3F6-02D0-3683-A1AE347C8CE77DA7/Cavestany-aborda-la-cultura-de-los-oparvorulosReferenciashttp://www.latribunadealbacete.es/noticia/Z434BA3F6-02D0-3683-A1AE347C8CE77DA7/Cavestany-aborda-la-cultura-de-los-oparvorulos

- Datos: Q47770678